# La enfermedad del domingo
La enfermedad del domingo es una película española de género dramático del año 2018, escrita y dirigida por Ramón Salazar, con música de Nico Casal y protagonizada por Bárbara Lennie, Susi Sánchez, Miguel Ángel Solá, Greta Fernández, Richard Bohringer, David Kammenos y Fred Adenis. 
Anabel (Susi Sánchez) encuentra a su hija Chiara (Bárbara Lennie) 35 años después de haberla abandonado cuando era una niña. Chiara vuelve con una petición muy peculiar para su madre: quiere que pasen diez días juntas. Anabel acepta pensando que con ese gesto recuperará la relación con su hija, pero tendrá que enfrentarse a lo que Chiara quiere en realidad y enfrentarse a la decisión más importante de su vida.

## Argumento
Anabel, de 62 años, organiza una fiesta de alto standing, pretendiendo controlar hasta el último detalle para que todo sea perfecto. Durante la velada, una camarera le sirve un vino que no es el que ha pedido. Anabel hace como que nada sucede. Tras la fiesta, esa misma camarera se presenta como Chiara, la hija que abandonó Anabel hace 35 años cuando la niña solo tenía ocho. Chiara le pedirá pasar 10 días juntas, ni uno más ni uno menos. 
Anabel pone el problema en manos de su marido y de su abogado. Finalmente, tras un contrato de por medio y con la ilusión de que sirva para recuperar la relación perdida con su hija, Anabel accede a pasar esos días juntas en una casa en el pirineo francés, antiguo hogar de ambas y actual residencia de Chiara. 
Los primeros días Chiara va tejiendo una red de mentiras e ignorando deliberadamente a su madre, buscando desequilibrarla y queriendo sacarla de su mundo de perfección medida al milímetro. 
Un día bajan al pueblo para asistir a las fiestas locales. Allí hacen preguntas la una a la otra, hasta que Chiara, hastiada, se emborracha y comienza a enrollarse con un hombre. Tras unas horas, Anabel los separa y se llevará a su hija a casa. Chiara pasa dos días recuperándose de la borrachera. Cuando despierta le cuenta a su madre que está enferma y el porqué de haberle pedido diez días. Al final de la película, madre e hija se sumergen en un río para cumplir el deseo de Chiara. La madre ayuda a su hija a suicidarse ahogandose en el rio. Luego, Anabel vuelve al hogar que fue de ambas.

## Reparto
- Bárbara Lennie Holguín (Madrid, 20 de abril de 1984). Es una actriz española con padres argentinos. En 2014 obtuvo un Goya a Mejor Actriz por su interpretación en Magical Girl de Carlos Vermut.

- Asunción Sánchez  (Valencia, 1955), actriz más conocida como Susi Sánchez. Ha trabajado con directores como Vicente Aranda o Pedro Almodóvar. Estuvo nominada al Goya a Mejor Actriz por 10.000 noches en ninguna parte.

## Festivales
| Festival                                 | Premio                                  | Año  |
| ---------------------------------------- | --------------------------------------- | ---- |
| Festival de Cine español de Nantes       | Premio Julio Verne Galardón del público | 2018 |
| Festival Internacional de cine de Berlín | Proyección en la sección Panorama       | 2018 |

## Premios
63.ª edición de los Premios Sant Jordi
| Categoría                         | Receptor     | Resultado |
| --------------------------------- | ------------ | --------- |
| Mejor actriz en película española | Susi Sánchez | Ganadora  |

Premios Goya 2019
| Categoría                 | Receptor     | Resultado |
| ------------------------- | ------------ | --------- |
| Mejor actriz protagonista | Susi Sánchez | Ganadora  |

## El domingo (cortometraje)
Se trata de un cortometraje que muestra el día que cambió la vida a las dos mujeres. El corto y la película se rodaron a la vez, pero funcionan de manera independiente. El Domingo narra la historia de un padre y una hija que se van a pasar el día a un lago, su madre no les acompaña, y cuando regresan descubren que les ha abandonado.